# Kościół Przemienienia Pańskiego w Opolu
Kościół Przemienienia Pańskiego – rzymskokatolicki kościół parafialny położony przy ulicy Grota-Roweckiego w Opolu. Kościół należy do Parafii Przemienienia Pańskiego w Opolu w dekanacie Opole, diecezji opolskiej.

## Historia kościoła
Budowa osiedla ZWM w Opolu, przyczyniła się do potrzeby budowy nowego kościoła. W maju 1981 roku ówczesne władze miasta wyraziły zgodę na budowę punktu katechetycznego. W lipcu tego samego roku na osiedlu zjawił się nowo mianowany proboszcz – ksiądz Antoni Grycan. W sierpniu 1981 roku w Gosławicach odbyło się pierwsze spotkanie osób, które chciały wziąć udział w tworzeniu nowej parafii i budowie kościoła. W Wigilię Bożego Narodzenia 1981 roku, na placu przeznaczonym pod budowę kościoła odprawiona została pierwsza Pasterka. Na początku 1982 roku przystąpiono do stawiania pierwszej kaplicy – tzw. „baraku”, która została poświęcona 4 kwietnia 1982 roku przez biskupa Antoniego Adamiuka. 31 maja 1982 roku zatwierdzony został plan budowy kościoła i punktu katechetycznego, według projektu Antoniego Domicza i Janusza Olechnickiego oraz przy współudziale konstruktora – Danuty Sznajwejs. 7 października 1982 roku została erygowana parafia Przemienienia Pańskiego. 5 sierpnia 1984 roku został wmurowany kamień węgielny w miejscu budowy nowej świątyni. W czerwcu 1985 roku otwarto kancelarię parafialną. W 1988 roku bp Jan Bagiński poświęcił kaplicę Świętej Rodziny. W 1991 roku prace budowlane dobiegały końca. W budowie pozostała jedynie wieża, którą ukończono w I połowie 1993 roku. 6 czerwca 1993 roku bp Alfons Nossol konsekrował nowo wybudowany kościół parafialny oraz ołtarz główny.